# Isaura
Koordinaten: 37° 11′ 22″ N, 32° 21′ 9″ O

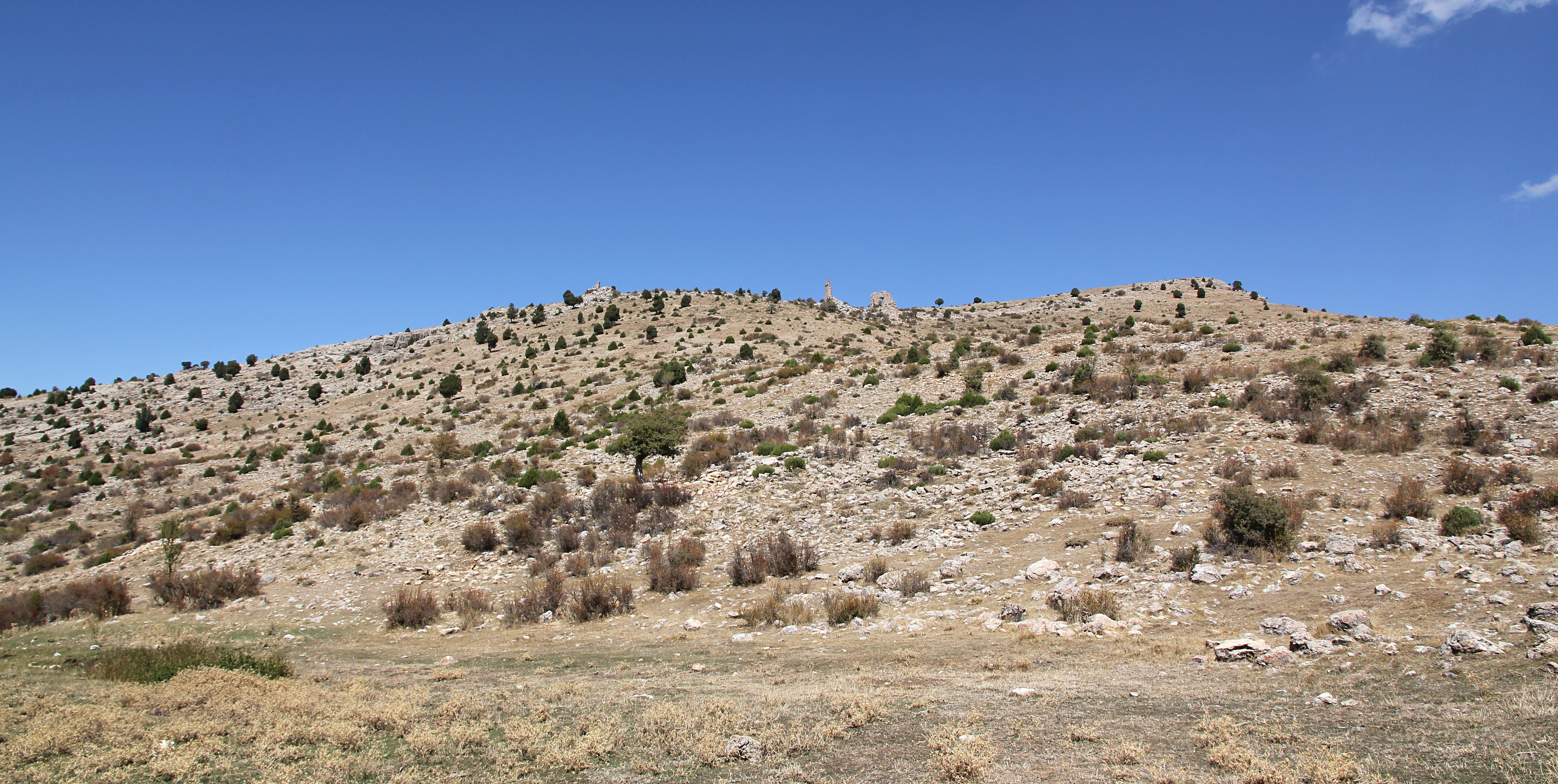
Akropolishügel von Isaura Palaia

Isaura ist der Name von zwei möglicherweise identischen antiken Städten in der kleinasiatischen Landschaft Isaurien, Isaura Palaia (altgriechisch für Alt-Isaura, lateinisch Isaura Vetus) und Isaura Nea (altgriechisch für Neu-Isaura, lateinisch Isaura Nova). Die ältere der beiden Städte wird bei dem heutigen Zengibar Kalesi beim Dorf Hacılar nahe Bozkır in der türkischen Provinz Konya lokalisiert, die Lage der jüngeren ist umstritten, möglicherweise lag sie an der gleichen Stelle. Der Ort war die Wirkungsstätte des in der Region sehr bedeutenden Heiligen Konon von Bidana.

## Geschichte
An der Stelle der heute Zengibar Kalesi genannten Ruinen gründete im 1. Jahrhundert v. Chr. der Galaterkönig Amyntas die Stadt Isaura (Palaia). Sie war Zentrum der Landschaft Isaurien, die zu Lykaonien gehörte. Seine erste Blütezeit hatte der Ort in der römischen Kaiserzeit, als ihm die Ehrenbezeichnung Metropolis verliehen wurde. Diese ist auch noch in byzantinischer Zeit nachweisbar. Auf dem Konzil von Nikaia 325 war die Stadt durch den Bischof Silvanus von Isaura vertreten. Bald darauf nahm der Ort an Bedeutung ab und verlor Mitte des 4. Jahrhunderts sein Stadtrecht sowie den Bischofssitz.
Im späten 5. Jahrhundert bestimmte ein im Codex Iustinianus überliefertes Gesetz des Kaisers Zenon, dass das zu Ehren des Konon zur Stadt erhobene Leontopolis für immer dem Bischof von Isauropolis unterstellt sein solle. 
Der Byzantinist Klaus Belke setzte Leontopolis mit Isaura Palaia gleich und identifizierte Isauropolis (als Isaura Nea) mit Aydoğmuş im Bezirk Güneysınır der Provinz Karaman, etwa 30 Kilometer östlich und damit nicht mehr in Lykaonien. Der Kirchenhistoriker Philipp Pilhofer schlägt stattdessen vor, Leontopolis mit dem nur zwei Kilometer von Isaura entfernten Bidana gleichzusetzen, wo der Heilige Konon geboren wurde und wo auch wohl sein Hauptheiligtum stand. Demnach wäre Isauropolis identisch mit Isaura Palaia und damit auch Isaura Nea.
Ab dem 7. Jahrhundert ist Leontopolis Erzbistum der Provinz Isauria, in späteren Jahrhunderten sind zahlreiche Erzbischöfe der Stadt an den Patriarchalsynoden beteiligt. Sie wird bis ins 14. Jahrhundert in den Notitiae episcopatuum (Bischofsverzeichnisse) erwähnt.
Auf Isaura geht das römisch-katholische Titularbistum Isaura zurück.

## Stadtanlage

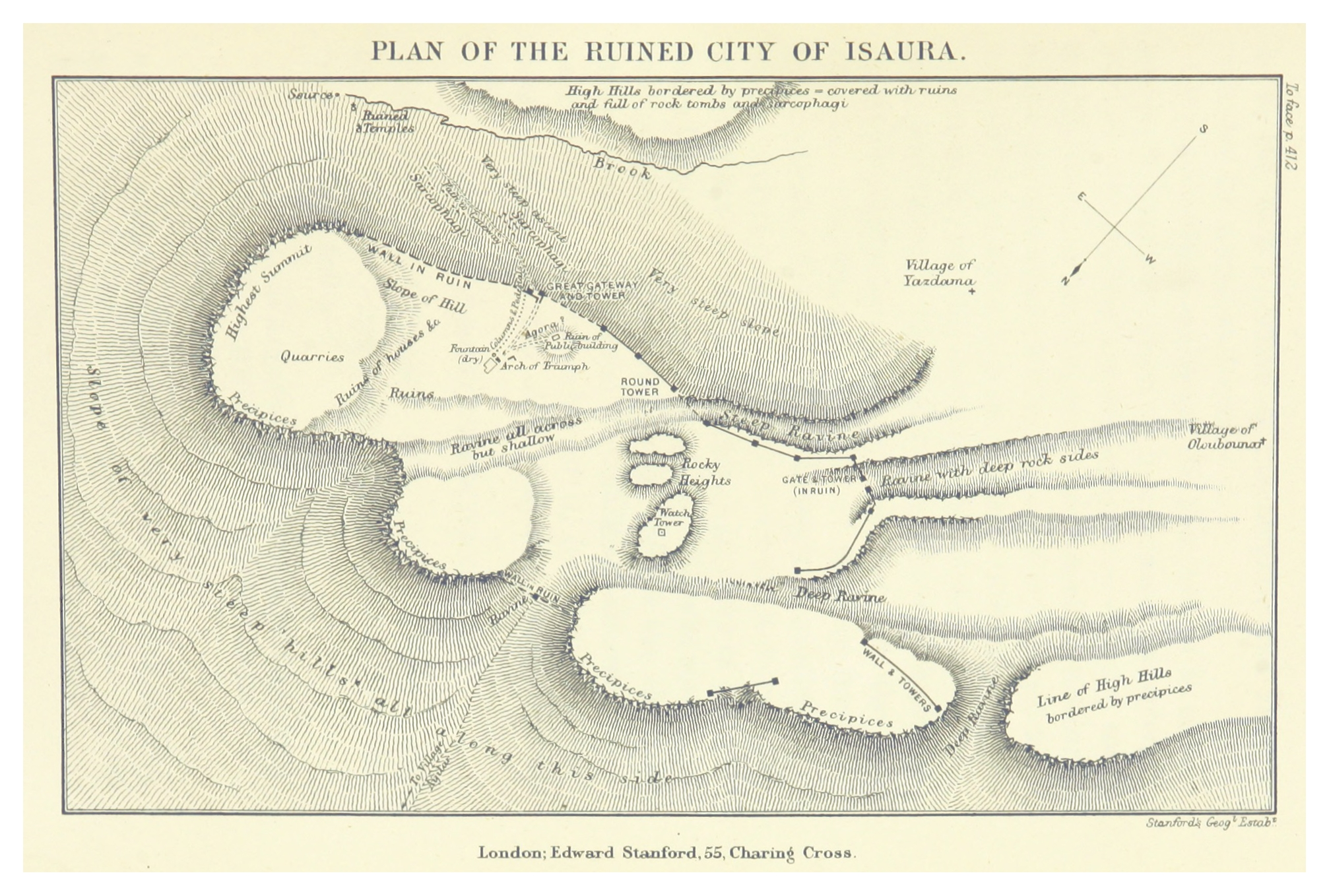
Plan der Ruinen von Isaura (Davis, 1879)

Die Stadt auf den drei Erhebungen eines Bergrückens ist von einer vier Kilometer langen Stadtmauer in zweischaliger Bauweise mit Füllung aus Erde und Bruchsteinen umgeben. Eine gesonderte Befestigung umschließt nur die Akropolis auf der höchsten Stelle des Berges. Die Stadtmauer hatte ein Tor im Westen, ein weiteres, aufwändiger gestaltetes Tor bot den direkten Zugang zur Akropolis. Als Verbindung von der Akropolis zur Stadt stand nur eine Pforte zur Verfügung. Im Stadtgebiet liegen die Reste von drei Kirchen, einer Kapelle auf dem höchsten Punkt der Akropolis, einer größeren Kirche mit angeschlossenen Gebäuden, vielleicht Klosterbauten, auf dem Südhügel und der dreischiffigen Hauptkirche am Hauptplatz der Stadt unterhalb der Akropolis. Auf dem Nordhügel stand ein Oktagonalbau mit einer Apsis im Osten. Außerhalb der Stadtbefestigung liegen mehrere Nekropolen, die auch in christlicher Zeit noch genutzt wurden. In den umliegenden Dörfern sind zahlreich verbaute Spolien zu finden.

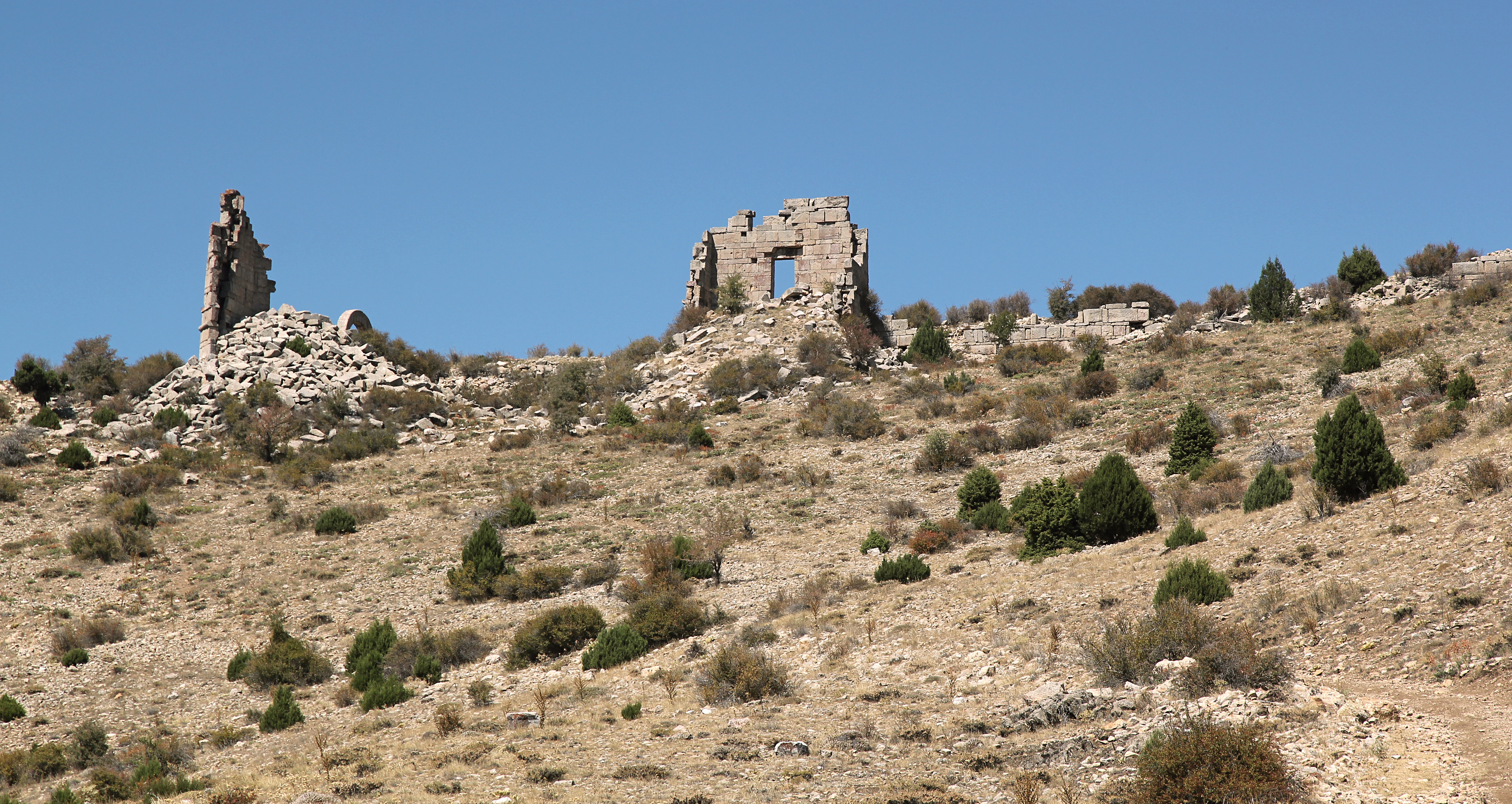
Akropolistor (links)
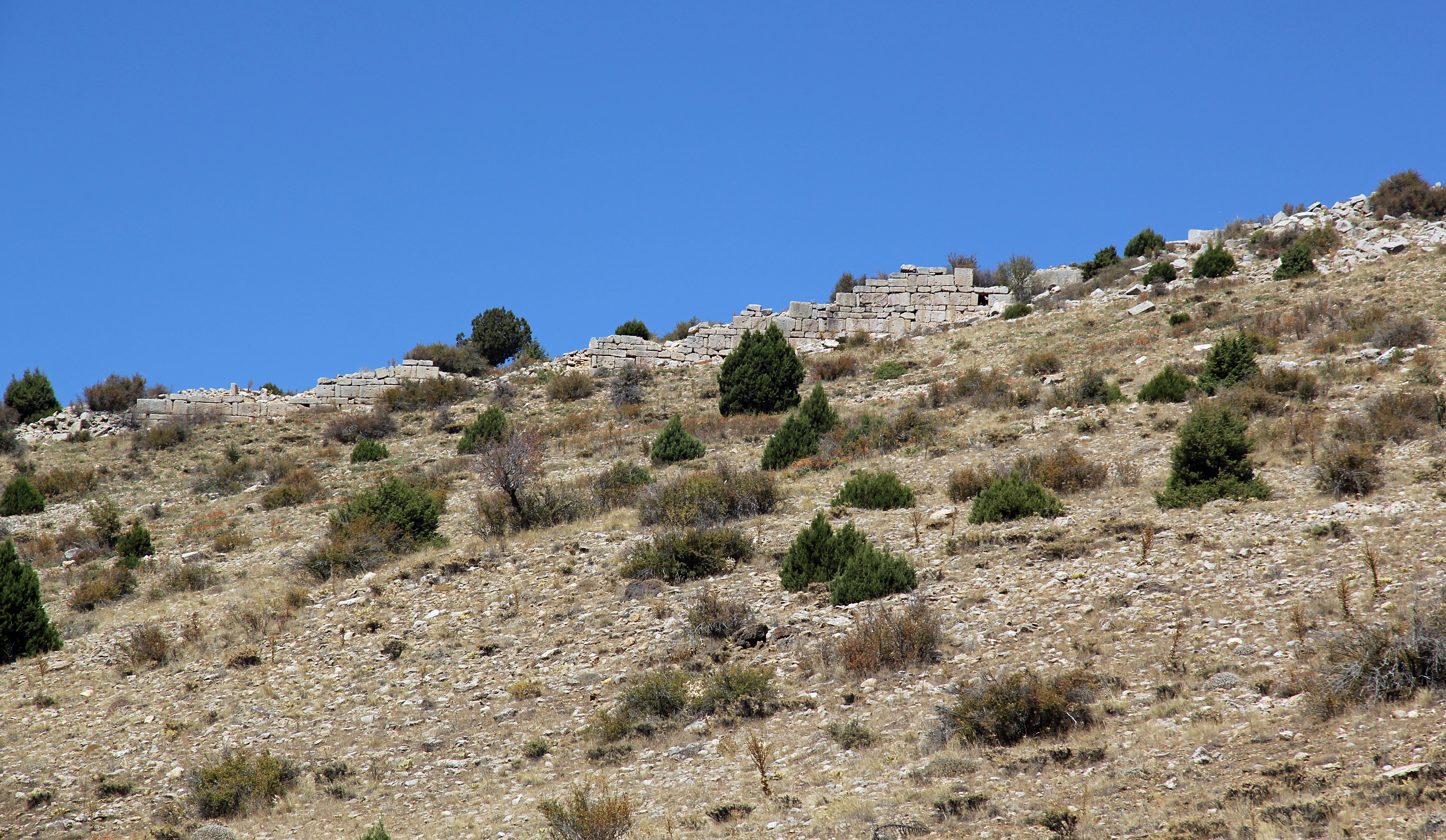
Teile der Stadtbefestigung
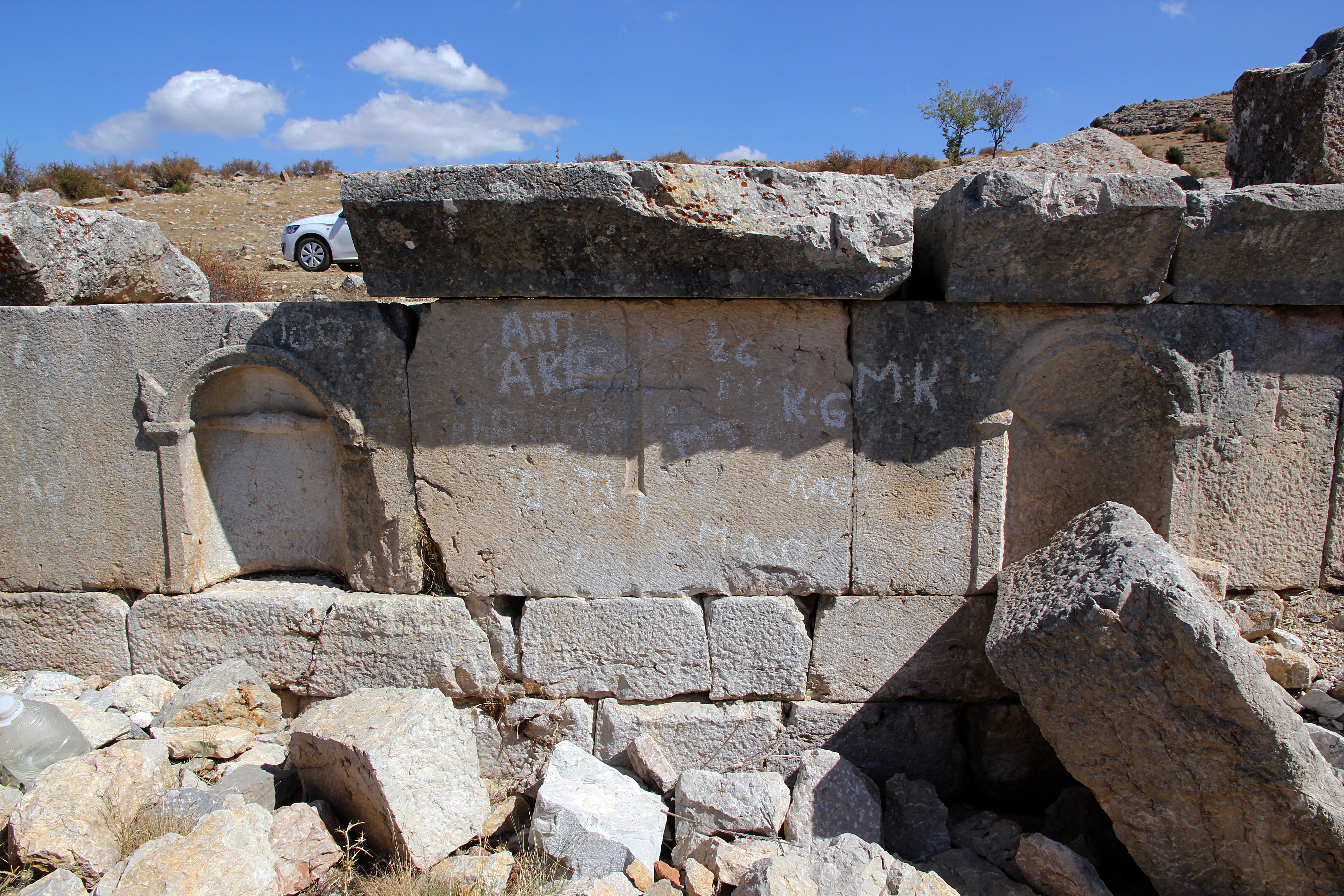
Südnekropole Grab 1
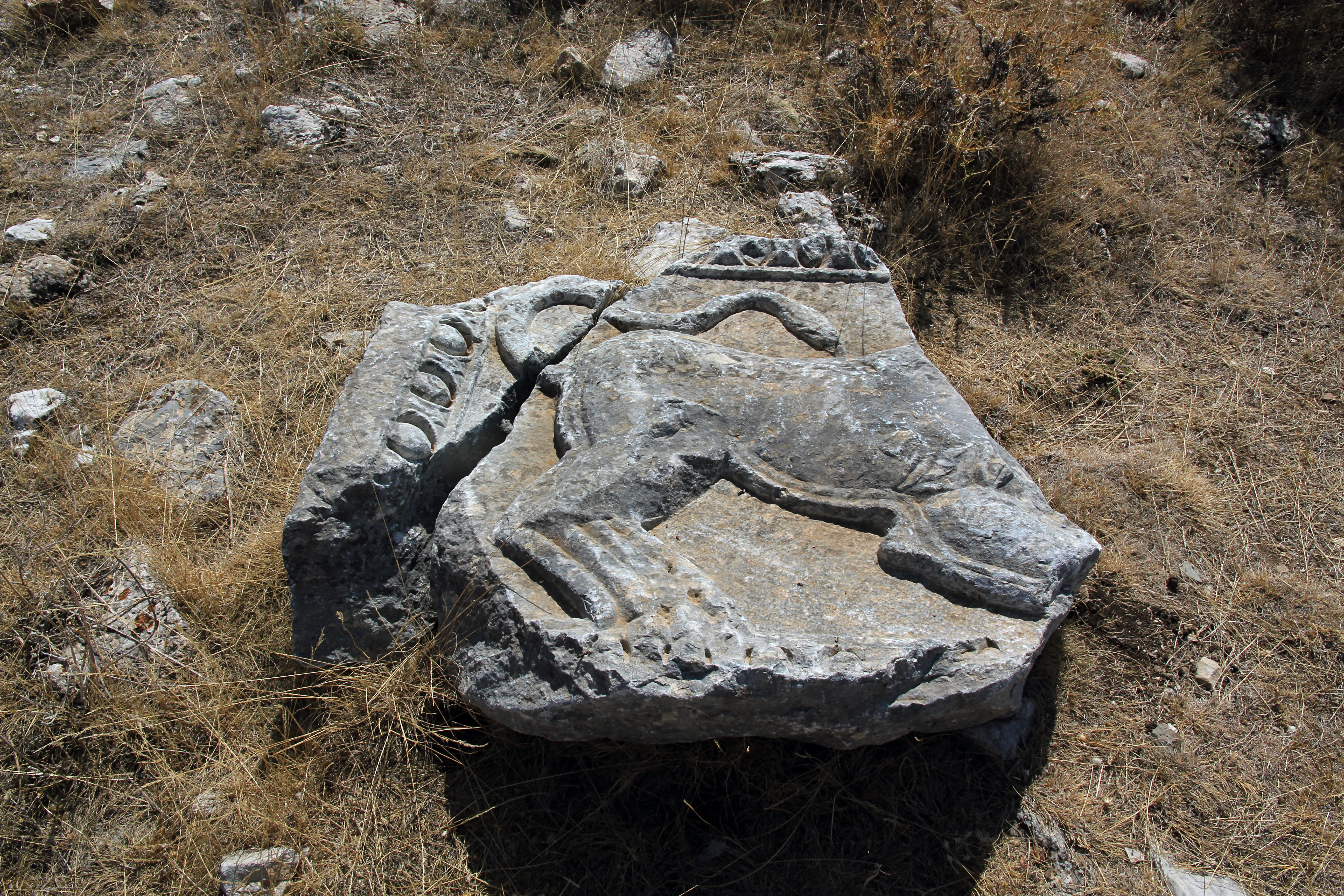
Fragment eines Löwenreliefs